# Ambasada Japoniei în România
Ambasada Japoniei în România este misiunea diplomatică a Japoniei în România.

## Istoric
Legația Japoniei în România a fost ridicată în 1964 la rangul de ambasadă.

## Miniștri
- Genshiro Nishi, 1922–1923
- Horiguchi Kumaichi, 1923–1925
- Kintomo Mushanokōji, 1925–1928
- Eisuke Fujita, 1930–1936
- Tadashi Kurihara, 1937–1938
- Katsutaro Miyazaki, 1940
- Kiyoshi Tsutsui, 1940–1943
- Tsuneo Yanai, 1943–1944

## Ambasadori
- Akira Shigemitsu, 1965–1968
- Toshio Mitsuto, 1968–1970
- Yoshito Shimoda, 1970–1972
- Masao Kanazawa, 1972–1974
- Yoshitaka Ishikawa, 1974–1978
- Junji Yamada, 1978–1979
- Ken Murakami, 1979–1982
- Takaaki Hasegawa, 1982–1984
- Masanari Ozaki, 1984–1987
- Katsuhiro Ichioka, 1987–1990
- Kiyoshi Furukawa, 1990–1993
- Yoshiki Sugiura, 1993–1997
- Yoshiaki Koyama, 1997–2000
- Hidekata Mihashi, 2000–2002
- Naotoshi Sugiuchi, 2002–2006
- Kanji Tsushima, 2006–2008
- Yoshinobu Higashi, 2008–2009
- Natsuo Amemiya, 2009–2012
- Keiji Yamamoto, 2012–2015
- Kisaburo Ishii, 2015–2018
- Hitoshi Noda, 2018–2020
- Hiroshi Ueda, 2020–2024
- Katae Takashi, 2024-